# Rodrigo do Nascimento
Rodrigo do Nascimento, född 26 september 1994, är en friidrottare från Brasilien. Han deltog vid olympiska sommarspelen 2020.